# Долгополова Марія Сергіївна
Марі́я Сергі́ївна Долгопо́лова (* 1997) — українська ковзанярка (шорт-трек). Майстер спорту України.

## З життєпису
Народилася 1997 року; займалася в музичній школі по класу фортепіано. Почала тренуватися 2009-го в Харкові. У Вікторії Олександрівні Божко тренувалася близько 3 років. Надалі тренер — Віталій Сивак.
Здобула срібло на зимових юнацьких Олімпійських іграх 2012 року. представляла українську збірну у змаганнях з шорт-треку на І Юнацькій Олімпіаді-2012 і стала срібною призеркою у змішаній естафеті у складі інтернаціональної команди разом зі спортсменами з Китаю та Великої Британії.
Представляла Україну на Чемпіонаті світу 2016, 2021 та 2022 років, а також у кількох чемпіонатах Європи, останній — у 2023 році.
Учасниця зимової Універсіади-2017.
Брала участь у зимовому Європейському юнацькому олімпійському фестивалі 2013 року в Брашові та на Зимовій Універсіаді 2015 року в Гранаді.
Станом на 2021 рік працювала в Харківській державній академії фізичної культури.